# Soaw
Soaw è un dipartimento del Burkina Faso classificato come comune, situato nella Provincia  di Boulkiemdé, facente parte della Regione del Centro-Ovest.
Il dipartimento si compone del capoluogo e di altri 7 villaggi: Bokin, Kalwaka, Kolokom, Mongdin, Poéssé, Séguédin e Zoétgomdé.